# 紅焼肉
紅焼肉（ホンシャオロウ、中国語: 紅燒肉）は中国の代表的な家庭料理である。日本の角煮や沖縄料理のラフテーが類似料理として挙げられる。

## 概要
「紅焼」は調理方法で、とろ火で赤茶色に煮込む料理。主に醤油で煮込んだ料理である。「醤油煮込み」と邦訳されることもある。「肉」は豚肉を指す。
豚肉は皮付きのものが使用される。
東坡肉も紅焼肉の一種であり浙江省杭州市の名物料理である。
紅焼肉は「酥而不烂（酥而不爛、スーアルブーラン、sūérbùlàn）、肥而不腻（肥而不膩、フェイアルブーニー、féiérbùnì）」が最上であるとされる。その意味は「歯切れはよいが、煮崩れてはいない。脂はあるが、しつこくない」である。

## 中国各地方の特色
中国全土で見られる料理ではあるが、地方によって特色がある。また、各家庭によっても差異がある。
北方
八角を効かせるのが特徴。塩気が強く、甘さは少ない。
南方
広東省では腐乳、柱候醤を入れて調理することがある。
中南地方
湖南省では毛沢東が好んだとされる紅焼肉である毛家紅焼肉（毛氏紅焼肉）が有名。
江南地方
紹興酒を用いる。
東坡肉は肉を焼かずに煮込むが、紅焼肉は煮る前に肉の表面を焼いて余分な脂を出し、肉を焼き固める。

## 毛沢東風紅焼肉
毛沢東風紅焼肉、毛氏紅焼肉、毛家紅焼肉

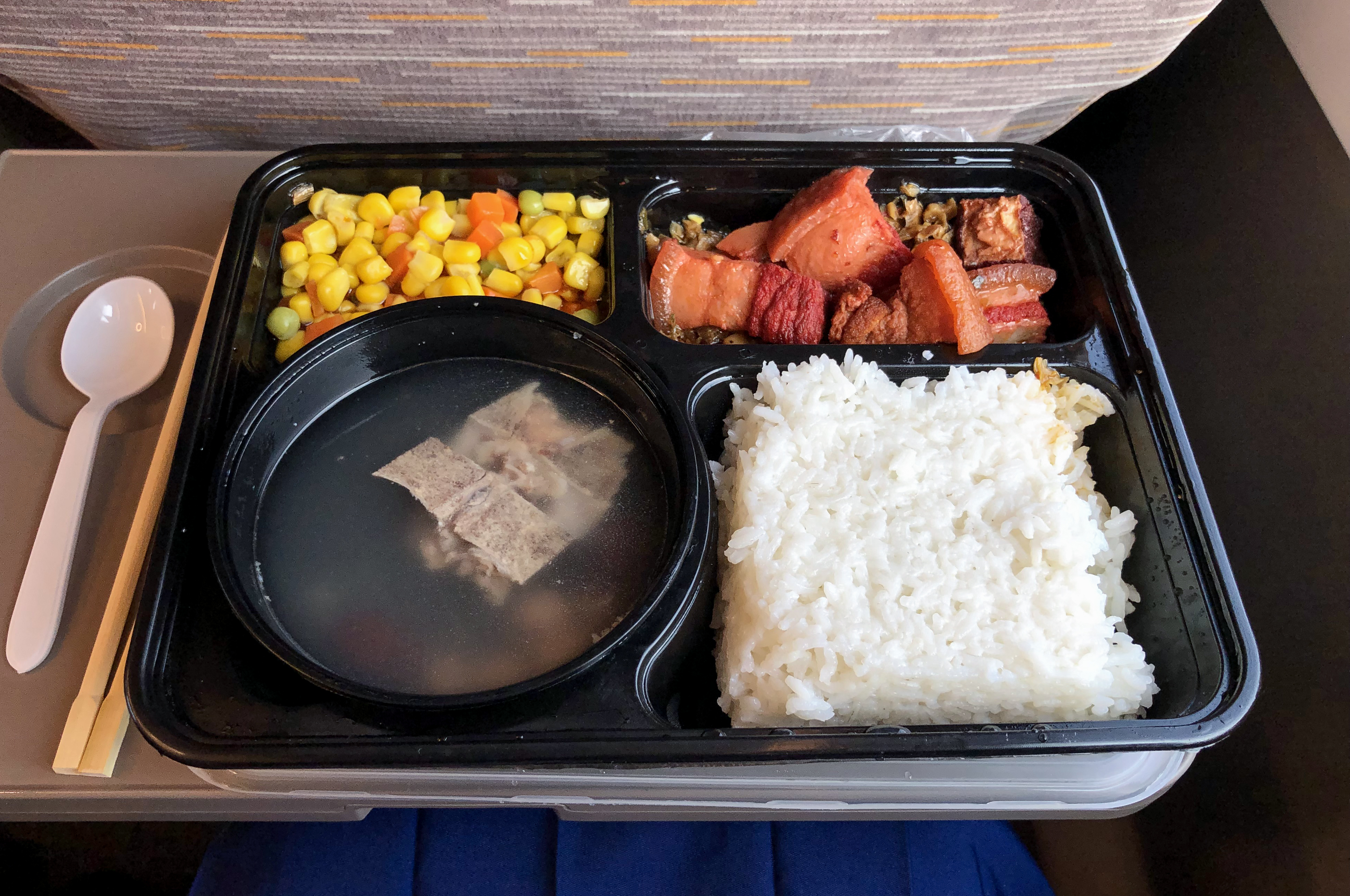
毛沢東風紅焼肉（右上）入り駅弁

毛沢東の実家は醤油を商っていたことがあったが、あるとき醤油甕の口にウジ虫が湧いているのを見た毛は、以降、醤油がまったく食べられなくなった。中南海で専任コックを務めていた程汝明は醤油を使わず、砂糖を加熱することで色合いを付ける紅焼肉を考案した。
通常、紅焼肉にトウガラシは用いられないが、毛は上記の醤油抜き紅焼肉に大量のトウガラシを入れたものを好んだ。